# Credenhill
Credenhill – wieś w Anglii, w hrabstwie Herefordshire. Leży 7 km na północny zachód od miasta Hereford i 196 km na zachód od Londynu.